# Jacques Doucet (regatista)
Jacques Doucet (1853-1929) fue un deportista francés que compitió en vela en la clase tonelaje. Participó en los Juegos Olímpicos de París 1900, obteniendo dos medallas de plata en la clase 2 – 3 Ton (regata 1 y 2).

## Palmarés internacional
| Juegos Olímpicos | Juegos Olímpicos | Juegos Olímpicos | Juegos Olímpicos     |
| Año              | Lugar            | Medalla          | Clase                |
| ---------------- | ---------------- | ---------------- | -------------------- |
| 1900             | París (Francia)  | Medalla de plata | 2 – 3 Ton (regata 1) |
| 1900             | París (Francia)  | Medalla de plata | 2 – 3 Ton (regata 2) |